# Antonie Sminck Pitloo

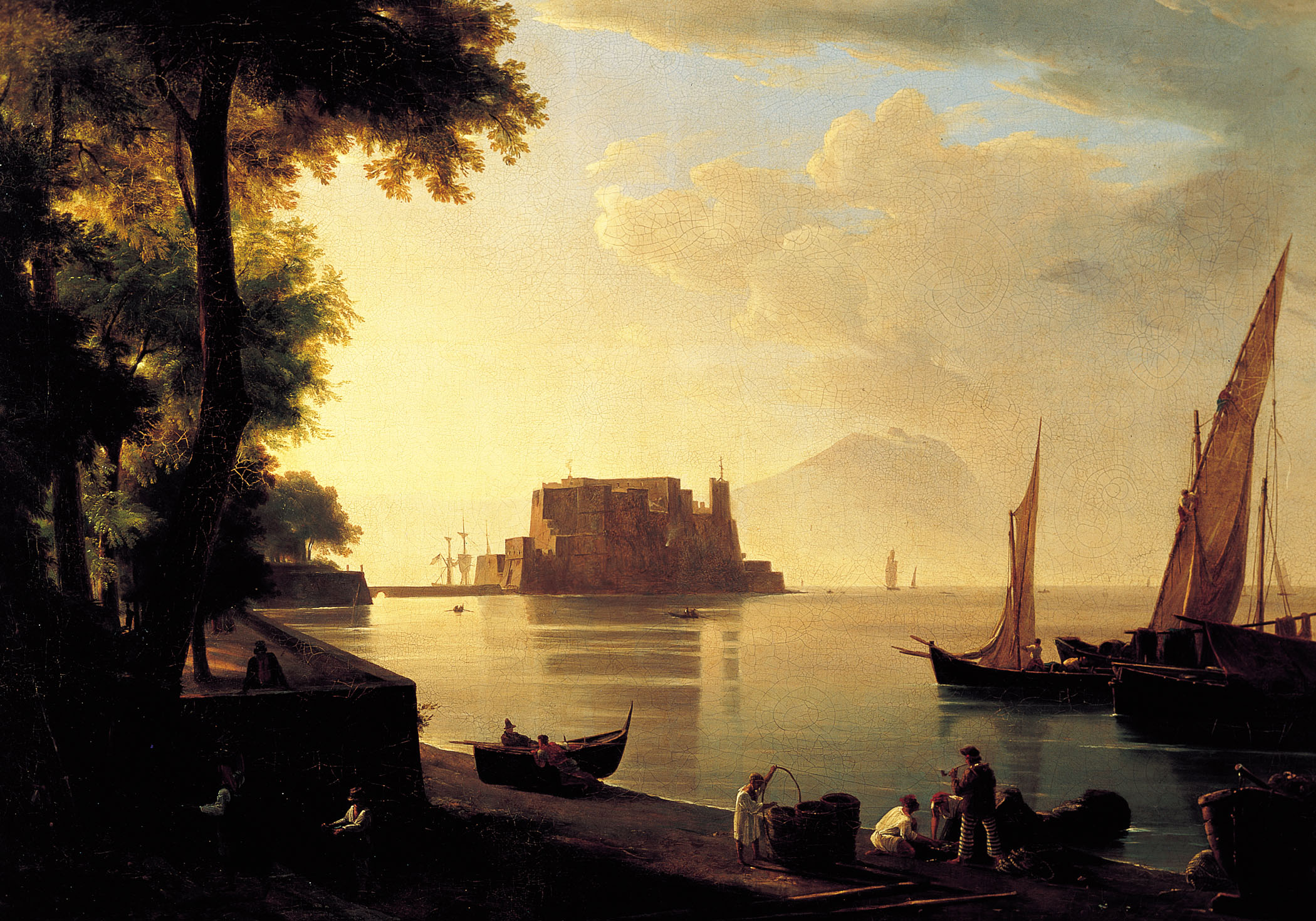
Castel dell'Ovo, ok. 1820

Antonie lub Anton Sminck Pitloo (ur. 21 kwietnia lub 8 maja 1790 w Arnhem, zm. 22 czerwca 1837 w Neapolu) – holenderski malarz.
Studiował w Paryżu i Rzymie, gdzie przebywał na stypendium fundowanym przez Ludwika Bonaparte, króla Holandii. Następnie został zaproszony przez księcia Grigorija Orłowa do Neapolu. W 1820 ożenił się z Giulią Mori i został obywatelem Królestwa Obojga Sycylii. Był wykładowcą Art Institute of Art w Neapolu, zmarł w czasie epidemii cholery w 1837, został pochowany na Cimitero acattolico di Santa Maria della Fede.
Pitloo malował romantyczne pejzaże, uważany jest za prekursora impresjonizmu. Oprócz obrazów olejnych malował też akwarele.